# Lucio Manlio Capitolino Imperioso
Lucio Manlio Capitolino Imperioso (fl. IV secolo a.C.) è stato un politico romano.

## Dittatura
Nel 363 a.C. fu nominato dittatore per condurre la cerimonia con cui si piantava un chiodo alle idi di settembre, per scongiurare la pestilenza che da tre anni imperversava a Roma.
Si dimise dalla carica in seguito all'opposizione dei tribuni della plebe, al suo tentativo di chiamare la leva, per condurre una campagna militare contro gli Ernici.
(Tito Livio, Ab Urbe condita, VII, 3.)
L'anno successivo fu citato in giudizio dal tribuno della plebe Marco Pomponio, per la crudeltà di carattere con cui aveva chiamato la leva, e per come crudelmente avesse trattato il figlio Tito Manlio Imperioso Torquato. 
(Tito Livio, Ab Urbe condita, VII, 4.)
Il processo però non ebbe luogo, proprio per l'intervento del figlio Tito Manlio a favore del padre, che arrivò a minacciare di morte il tribuno, se non avesse ritirato l'accusa.
(Tito Livio, Ab Urbe condita, VII, 5.)